# Gerd Grieg
Gerd Grieg, nata Gerd Egede-Nissen (Bergen, 21 aprile 1895 – 9 agosto 1988), è stata un'attrice norvegese.

## Biografia
Nata a Bergen, era figlia di Goggi Egede-Nissen e del politico Adam Egede-Nissen. Aveva dieci tra fratelli e sorelle; tra questi l'attrice, regista e produttrice Aud Egede-Nissen, l'attrice Ada Kramm, l'attore Oscar Egede-Nissen, l'attore Stig Egede-Nissen, l'attrice Lill Egede-Nissen e l'attrice Gøril Havrevold.
Ha debuttato nel mondo del cinema nel 1913.
Dal 1922 al 1940 (divorzio) è stata sposata con il medico Ragnvald Ingebrigtsen, con cui ha avuto tre figli; mentre dal 1940 al 1943 (morte del marito) è stata sposata con lo scrittore e attivista Nordahl Grieg.

## Filmografia parziale
- Die Rachegöttin, regia di Georg Alexander (1918)
- En Fare for Samfundet, regia di Robert Dinesen (1918)
- Die Jugendsünde, regia di Georg Alexander (1919)
- Pan, regia di Harald Schwenzen (1922)